# Erik Nylén
Erik Nylén (* 18. Oktober 1918 in Uppsala; † 18. Dezember 2017) war ein schwedischer Prähistoriker. Er wurde 1955 an der Universität Uppsala mit einer Abhandlung über die Eisenzeit auf der Insel Gotland promoviert.
Nylén war als Nachfolger von Greta Arwidsson von 1970 bis 1984 Leiter der Gotland-Abteilung des Riksantikvarieämbetet und an zahlreichen Ausgrabungen auf Gotland führend beteiligt. Er führte moderne Dokumentations- und Sondierungsmethoden (z. B. Luftbildauswertung, Röntgenfotografie) ein.
Er war mit der Archäologin Lena Thunmark-Nylén verheiratet.

## Schriften
- Die jüngere vorrömische Eisenzeit Gotlands. Funde, Chronologie, Formenkunde. Almqvist & Wiksell, Uppsala 1955, (Zugleich: Uppsala, Universität, Dissertation, vom 20. Mai 1955).
- Skatten från Havors fornborg. In: Per Gustaf Hamberg (Red.): Proxima Thule. Sverige och Europa under forntid och medeltid. Hyllningsskrift till H. M. Konungen den 11 november 1962. Norstedt, Stockholm 1962, S. 94–112.
- Gotländska fornminnen. Gotlandskonst, Visby 1968, (deutsch: Gotländische Bodendenkmäler. Gotlandskonst, Visby 1976).
- Gotländischer Runensteinstil. Band 1: Ein reich geschnitztes Satteldetail aus der späteren Wikingerzeit. Zu einer zeitraubenden Rekonstruktionsarbeit. Kungliga Vitterhets Historie och Antikvitets Akademien, Stockholm 1972, ISBN 91-7192-016-1.
- mit Jan Peder Lamm: Bildstenar. Med katalog över samtliga på Gotland kända bildstenar samt bibliografi över bildstenslitteratur utarbetade. Barry Press, Visby 1978, ISBN 91-7400-071-3 (deutsch: Bildsteine auf Gotland. (Übersetzung: Margareta und Michael Müller-Wille). Wachholtz, Neumünster 1981, ISBN 3-529-01823-6; 2., erweiterte und komplettierte deutsche Ausgabe. ebenda 1991).
- Vikingaskepp mot Miklagård. Krampmacken i österled. Carlsson, Stockholm 1987, ISBN 91-7798-119-7.
- mit Bengt Schönbäck: Tuna i Badelunda. Guld, kvinnor, båtar (= Västerås kulturnämnds skriftserie. 27 und 30, ISSN 0347-8416). 2 Bände. Kulturnämnden Västerås, Västerås 1994.
- mit Ulla Lund Hansen, Peter Manneke: The Havor hoard. The gold, the bronzes, the fort (= Kungliga Vitterhets historie och antikvitets akademien handlingar. Antikvariska serien. 46). Kungliga Vitterhets historie och antikvitets akademien, Stockholm 2005, ISBN 91-7402-345-4.